# Ellie van den Brom
Elisabeth Margot „Ellie” van den Brom (ur. 18 czerwca 1949 w Amsterdamie) – holenderska łyżwiarka szybka.

## Kariera
W 1968 Brom uczestniczyła w zimowych igrzyskach olimpijskich w Grenoble. Brała wówczas udział w dwóch konkurencjach łyżwiarstwa szybkiego: biegu na 500 m (5. miejsce) i biegu na 1000 m (13. miejsce). W 1972 w Sapporo powróciła na igrzyska, biorąc udział w trzech konkurencjach łyżwiarstwa szybkiego: biegu na 500 m (10. miejsce), biegu na 1000 m (7. miejsce) i biegu na 1500 m (4. miejsce).
9 lutego 1969 roku w Davos ustanowiła nowy rekord świata w konkurencji biegu na 1000 m kobiet, kończąc bieg z 1 minutą i 30 sekundami. Po niecałym roku rekord ten pobiła Ludmiła Titowa.

## Rekordy życiowe
| Dystans | Czas    | Data             | Miejsce    |
| ------- | ------- | ---------------- | ---------- |
| 500 m   | 44,35   | 4 marca 1972     | Heerenveen |
| 1000 m  | 1.30,0  | 9 lutego 1969    | Davos      |
| 1500 m  | 2.18,39 | 15 stycznia 1972 | Inzell     |
| 3000 m  | 4.58,05 | 16 stycznia 1972 | Inzell     |
| Źródło: |         |                  |            |